# Sandro Neurauter
Sandro Neurauter (* 21. März 1992) ist ein österreichischer Fußballspieler.

## Karriere
Neurauter begann seine Karriere beim FC Tarrenz. 1999 wechselte er zum SC Imst. Zwischen 2006 und 2007 spielte er in der AKA Tirol. Im Jänner 2011 wechselte er von Imst zum Regionalligisten FC Union Innsbruck. Bereits nach einem halben Jahr kehrte er zum Landesligisten SC Imst zurück. Im Jänner 2016 wechselte er zum Regionalligisten WSG Wattens. Mit den Wattenern konnte er 2015/16 Meister der Regionalliga West werden und somit in den Profifußball aufsteigen.
Sein Debüt in der zweiten Liga gab Neurauter am ersten Spieltag der Saison 2016/17 gegen den FC Blau-Weiß Linz. Mit der WSG Wattens stieg er 2019 als Zweitligameister in die Bundesliga auf, woraufhin sich der Verein in WSG Tirol umbenannte. Zur Saison 2020/21 rückte er in den Kader der drittklassigen Amateure der Tiroler.